# Phylloxylon decipiens
Phylloxylon decipiens är en ärtväxtart som beskrevs av Henri Ernest Baillon. Phylloxylon decipiens ingår i släktet Phylloxylon och familjen ärtväxter. IUCN kategoriserar arten globalt som starkt hotad. Inga underarter finns listade i Catalogue of Life.